# 드라가 마신
드라기냐 "드라가" 오브레노비치(세르비아어: Драгиња "Драга" Обреновић / Draginja "Draga" Obrenović, 1864년 9월 23일(율리우스력 9월 11일) ~ 1903년 6월 11일(율리우스력 5월 30일)) 또는 드라가 마신(세르비아어: Драга Машин / Draga Mašin, 결혼 이전의 성(姓): 루녜비차(Луњевица, Lunjevica))은 세르비아 왕국의 알렉산다르 1세 국왕의 왕비이다. 오브레노비치 왕가 출신이다.

## 생애
세르비아 고르니밀라노바츠에서 고위 공무원인 판타 루녜비차(Panta Lunjevica, 1840년 ~ 1887년)와 그의 아내인 안젤리야 루녜비차(Anđelija Lunjevica, 결혼 이전의 성(姓)은 콜레비치(Koljević))의 4번째 딸로 태어났다. 판타 루녜비차는 세르비아의 혁명가이자 세르비아 공국의 밀로시 오브레노비치 공작의 동료였던 니콜라 루녜비차(Nikola Lunjevica, 1776년 ~ 1842년)의 아들이기 때문에 드라가 마신은 니콜라 루녜비차의 손녀에 해당한다.
판타 루녜비차에게는 7명의 자녀가 있었는데 드라가 마신은 판타 루녜비차의 6번째 자녀에 해당한다. 드라가 마신에게는 2명의 형제인 니콜라(Nikola), 니코디예(Nikodije), 4명의 자매인 흐리스티나(Hristina), 지나(Đina), 아나(Ana), 보이카(Vojka)가 있었다.
1883년 8월에는 체코 태생의 공학자였던 스베토자르 마신(Svetozar Mašin, 1851년 ~ 1886년)과 결혼했지만 1886년에 사별하고 만다. 세르비아 왕실에서는 밀란 1세 국왕의 왕비이자 알렉산다르 1세 국왕의 어머니인 나탈리야 오브레노비치(Natalija Obrenović)의 시녀로 활동했다.
1900년 8월 5일에는 자신보다 12살이나 어린 알렉산다르 1세 국왕과 결혼했지만 나탈리야 오브레노비치의 반대에 직면하게 된다. 또한 알렉산다르 1세 국왕이 드라가 마신의 남동생인 니코디예를 차기 왕위 계승권자로 지명하자 세르비아 육군 장교를 역임하고 있던 드라구틴 디미트리예비치(Dragutin Dimitrijević)가 결성한 비밀 결사 단체인 흑수단은 알렉산다르 1세 국왕과 드라가 마신 왕비를 암살할 계획을 세우게 된다.
1903년 5월에 흑수단이 일으킨 쿠데타 과정에서 알렉산다르 1세 국왕과 드라가 마신 왕비는 베오그라드 왕궁에 잠입한 흑수단 대원들이 쏜 총에 맞아 암살되었다. 드라가 마신의 남동생인 니코디예, 니콜라는 흑수단 대원들에 의해 처형되었다. 알렉산다르 1세 국왕과 드라가 마신 왕비의 시신은 베오그라드 성 마르카 교회에 안치되었다.